# Lista de municípios do Vale do São Patrício por população
Esta é uma lista de municípios do Vale do São Patrício por população segundo estimativas de 2021 do IBGE.
| Posição | Município                  | População |
| ------- | -------------------------- | --------- |
| 1ª      | Goianésia                  | 72 045    |
| 2ª      | Jaraguá                    | 52 060    |
| 3ª      | Itapuranga                 | 25 597    |
| 4ª      | Itapaci                    | 23 850    |
| 5ª      | Ceres                      | 22 407    |
| 6ª      | Rubiataba                  | 20 012    |
| 7ª      | Uruana                     | 13 975    |
| 8ª      | Barro Alto                 | 11 643    |
| 9ª      | Rialma                     | 10 299    |
| 10ª     | Carmo do Rio Verde         | 9 571     |
| 11ª     | Nova Glória                | 8 063     |
| 12ª     | São Luís do Norte          | 5 263     |
| 13ª     | Rianápolis                 | 4 832     |
| 14ª     | Santa Isabel               | 3 821     |
| 15ª     | Hidrolina                  | 3 450     |
| 16ª     | Santa Rita do Novo Destino | 3 367     |
| 17ª     | Ipiranga de Goiás          | 2 892     |
| 18ª     | Nova América               | 2 362     |
| 19ª     | Morro Agudo de Goiás       | 2 217     |
| 20ª     | Pilar de Goiás             | 2 135     |
| 21ª     | São Patrício               | 2 040     |
| 22ª     | Guaraíta                   | 1 905     |
| 23ª     | Guarinos                   | 1 681     |
| -       | Total                      | 305.487   |